# Napoléonsgaard
Napoléonsgaard est une colline située dans la commune de Rambrouch, dans l'Ouest du Luxembourg. Elle s'élève à 554 mètres d'altitude et se trouve au nord-est de Schwiedelbrouch.
Il s'agit de la troisième plus haute élévation du Luxembourg et la plus haute du canton de Redange. Jusqu'en 1952, elle était considérée comme la plus haute élévation du Grand-duché.
Au sommet de la colline se trouve un château d'eau, achevé en 1928, et deux mâts de transmission.
Un jardin se trouve à proximité, appelé Jardin Napoléon, lui aussi nommé d'après Napoléon Bonaparte.